# Un gentleman a New York
Un gentleman a New York (Stars and Bars) è un film del 1988 diretto da Pat O'Connor.

## Trama
La scena iniziale del film ritrae il protagonista, Henderson Dores, che affronta in un duello di scherma Eugene, apparentemente il suo unico amico oltreoceano, a cui confida che si è spostato negli Stati Uniti d'America perché aveva bisogno di un cambiamento nella sua vita. Henderson, dall'Inghilterra, si è spostato a vivere a New York, dove lavora come perito per un mercante d'arte, Edgar Beeby, che oltre ad essere il suo capo è anche il padre di sua moglie, Melissa. Lei ha già una figlia di 15 anni, e il matrimonio con Henderson sembra più di convenienza che altro. Difatti Henderson, recandosi ad una mostra d'arte, conosce Irene, di cui si innamorerà. Il giorno seguente il suo capo gli affida una trattativa per un raro dipinto di Renoir, per la quale si dovrà recare in Georgia (USA). La sua figliastra, Bryant, partirà con lui, anche se contro la volontà di Henderson. Arrivato in Georgia, viene accolto nella residenza del possessore del quadro, Loomis Gage, dove regna il caos. Si trova a soggiornare in una grande casa, dispersa nella campagna vicino ad Atlanta, dove insieme al padrone di casa abitano i suoi quattro figli. A partire dal primogenito, Freeborne, che vive in una roulotte nel terreno antistante la casa, sono tutti tipi particolari. Quest ultimo infatti, non appena compreso che Henderson vuole acquistare il quadro, lo minaccia dicendogli che il quadro è di sua proprietà e che non può essere venduto a lui. Henderson fa anche la spiacevole conoscenza dell'unica figlia del sig. Gage (apparentemente affetta da cecità, si scoprirà in seguito non esserlo), che le confesserà subito il suo odio per gli inglesi. Oltre a lei conosce anche Beckman, un altro dei figli di Loomis, che dice di essere un reduce della Guerra del Vietnam. Bryant, durante il suo soggiorno, passerà la maggior parte del tempo nella stanza di Duane, uno dei figli di Loomis, che non si paleserà fino alla fine del film e che successivamente Bryant ammetterà di voler sposare. Il giorno seguente Henderson riuscirà finalmente a vedere il dipinto e ad accertarne l'originalità, facendo a Loomis un'offerta di 8 milioni di dollari di cui sembra molto contento, anche se continua a temporeggiare. Nel frattempo il rapporto tra Henderson e Freeborn peggiora sempre di più, fino quasi ad arrivare alle mani, a causa di un malinteso che coinvolge sua moglie, Shanda, l'unica persona, a parte Loomis, che fino ad ora è stata cortese con Henderson. Dores intanto si allontana per una notte dalla loro casa per incontrarsi in un hotel di Atlanta con Irene, la ragazza conosciuta a New York prima di partire. A causa di un malinteso, però, anche sua moglie Melissa si reca all'hotel dove le due si incontrano ed entrambe, infuriate, lasceranno Henderson che sconsolato torna a casa di Gage. Freeborn intanto ha portato altri due acquirenti a vedere il quadro (in realtà due falsari con cui quest'ultimo ha un debito), che offrono 15 milioni per il quadro, superando l'offerta precedentemente fatta. Henderson prova a far ragionare Loomis dicendogli che 15 milioni non sono un'offerta realistica e che i due non ne capiscono nulla; Loomis, anche se davanti a Henderson aveva accettato la nuova offerta, lo rassicura dicendogli che "se l'avesse venduto a qualcuno, quel qualcuno saresti tu". La sera stessa Loomis soffre di un improvviso attacco di cuore e muore. Il giorno dopo al funerale Freeborn rivendica ancora la sua proprietà sul quadro e dice a Dores che non sarà mai suo. Henderson riferendo al telefono il fallimento della trattativa al suo capo viene licenziato e la sera stessa decide di ritornare a New York. Bryant, la sua figliastra, è ormai decisa di voler sposare Duane, e nonostante le prediche di Henderson è convinta di voler rimanere li. Lui, sapendo già di essere in una brutta situazione con la moglie, vuole a tutti i costi riportarla a New York, e per questo le mette del sonnifero nella bibita per poi prenderla dal letto a notte fonda e partire. Poco prima di partire vede delle fiamme nel cortile ed esce, dove incontra il misterioso Duane, che sta bruciando il dipinto, dicendogli che è stata l'ultima volontà del padre in punto di morte. Henderson, allontanatosi Duane, carica Bryant in macchina e parte. Arrivato a New York, però, viene rapito dai due falsari e Freeborn, convinti che lui abbia rubato il dipinto. Lo portano in un laboratorio d'arte appartato dove Henderson confesserà a Freeborn che il dipinto è stato bruciato da Duane. Freeborn, che è a sua volta minacciato dai due falsari, dice a Henderson di non dire loro la verità, ma di prendere tempo dicendogli che il dipinto si trova nel suo ufficio. Lasciano Henderson chiuso in una stanza, da cui fuggirà attraverso la finestra. In tutto questo anche Duane è giunto in città, in cerca di Bryant, convinto che Henderson glie l'abbia "rubata". La mattina seguente, dopo una notte di vagabondaggio, Henderson incontra il suo amico Eugene, che lo porta nella palestra della scena iniziale. I due falsari quindi lo trovano ed il tutto si risolverà, con l'aiuto di Eugene, in un duello di scherma, durante il quale Henderson dirà loro la verità, ovvero che il dipinto è stato bruciato. Freeborn a questo punto scappa e anche i due falsari escono di scena. Henderson va a trovare Irene in una tavola calda, che però non è affatto felice di rivederlo in quanto lui le aveva mentito dicendogli che non era sposato. Mentre stando discutendo entra Duane armato di pistola ed inizia a sparare verso Henderson, che scappa insieme ad Irene. Il film si conclude con i due che fuggono da Duane in una grossa strada della città.